# BBC Radio 4
BBC Radio 4 är en rikstäckande brittisk radiokanal som inriktar sig på talade sändningar: nyheter, dokumentärer, debatt, humor, radioteater, läsningen, kåserier och så vidare. Kanalen kan närmast jämföras med Sveriges Radio P1. Varje dag innan nyheten vid 18.00 och midnatt sänds i BBC Radio 4 en direktupptagning av Big Ben när klockan slår. Det finns en mikrofon i klocktornet. Varje dag sedan nyårsafton 31 december 1923 har klockans slag sänts i BBC:s radioutsändningar.
De första takterna i Radio 4 UK Theme av Fritz Spiegl är hämtade från den engelska folksången Early One Morning, och spelades varje morgon på kanalen från slutet av 1978 till april 2006.